# Lennart Höchster
Lennart Höchster (2005) es un deportista alemán que compite en ciclismo en la modalidad de trials. Ganó una medalla de bronce en el Campeonato Mundial de Ciclismo Urbano de 2022, en la prueba por equipo.

## Palmarés internacional
| Campeonato Mundial | Campeonato Mundial | Campeonato Mundial | Campeonato Mundial |
| Año                | Lugar              | Medalla            | Competición        |
| ------------------ | ------------------ | ------------------ | ------------------ |
| 2022               | Abu Dabi ( EAU)    | Medalla de bronce  | Equipo mixto       |